# كريستيان ليندبرغ (ملحن)
كريستيان ليندبرغ (بالسويدية: Christian Lindberg)‏ هو موسيقي وملحن سويدي، ولد في 15 فبراير 1958 في ستوكهولم في السويد.

## وصلات خارجية
- الموقع الرسمي
- كريستيان ليندبرغ على موقع ميوزك برينز (الإنجليزية)
- كريستيان ليندبرغ على موقع أول ميوزيك (الإنجليزية)
- كريستيان ليندبرغ على موقع ديسكوغز (الإنجليزية)